# تلسکوپ یاکوبوس کاپتین
تلسکوپ یاکوبوس کاپتین (به انگلیسی: Jacobus Kapteyn Telescope) یک تلسکوپ نوری ۱ متری است که در رصدخانه صخره بچه‌ها در لا پالما از جزیره‌های جزایر قناری در کشور اسپانیا قرار دارد.
تلسکوپ یاکوبوس کاپتین که به اختصار JKT نامیده می‌شود. ساخت این تلسکوپ توسط کشورهای هلند و انگلستان در سال ۱۹۸۳ تکمیل شد و توسط گروه تلسکوپ‌های ایزاک نیوتون اداره می‌شود.

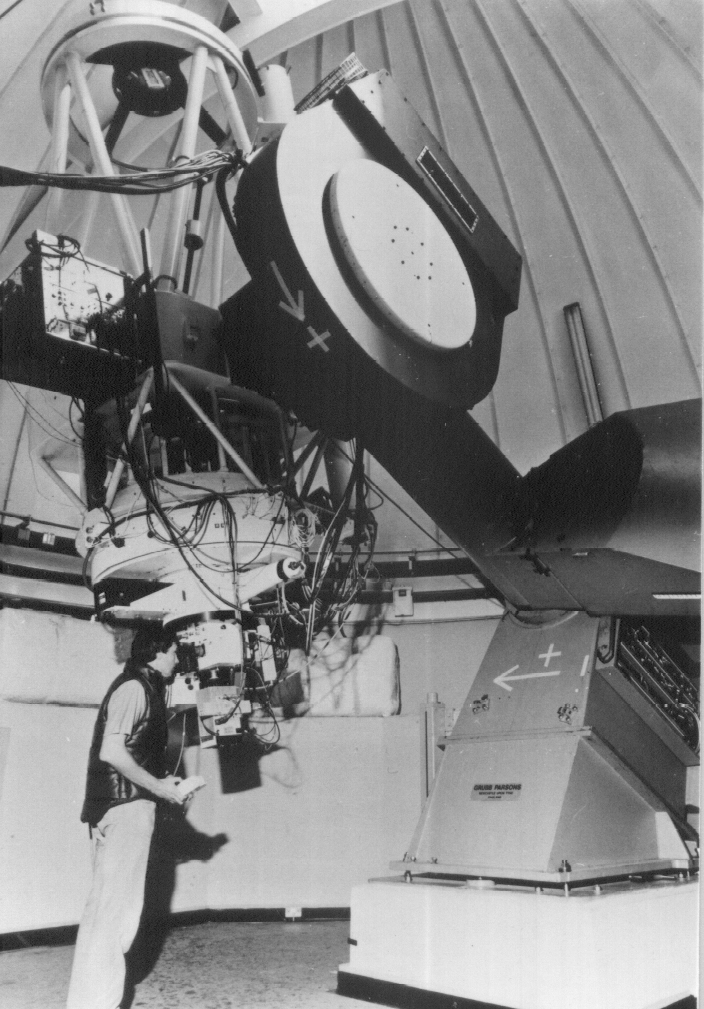
تلسکوپ یاکوبوس کاپتین